# Paradís fiscal corporatiu
Un paradís fiscal corporatiu (o paradís fiscal per a empreses) és una jurisdicció atractiva per a les empreses multinacionals (un paradís fiscal -o refugi financer- per a empreses) per establir-hi filials o incorporar-hi la seu (ja sigui alguna de regional o la principal), principalment a causa de règims fiscals favorables (no només el tipus impositiu principal), i/o lleis de secret favorables (com ara evitar regulacions o divulgar esquemes fiscals), i/o règims reguladors favorables (com ara lleis febles de protecció de dades o d'ocupació).
Els paradisos fiscals corporatius moderns (com Irlanda, Països Baixos i Singapur) difereixen dels paradisos fiscals corporatius tradicionals (com ara Bermudes, Illes Caiman i Jersey) en la seva capacitat de mantenir el compliment de l'OCDE, mentre que s'utilitzen eines BEPS basades en la llista de propietat intel·lectual de l'OCDE; i eines BEPS basades en el deute, que no arxiven comptes públics, per permetre a la corporació evitar impostos, no només al paradís corporatiu, sinó a tots els països operatius que tenen tractats fiscals amb el refugi.
Mentre que el tipus d'impost sobre una societat "principal" als paradisos corporatius sempre està per sobre de zero (per exemple, als Països Baixos està al 25%, Regne Unit al 19%, Singapur al 17% i Irlanda al 12,5%), el tipus impositiu "efectiu" aplicat a la multinacional, ajustat amb les eines BEPS, és molt a prop de zero. Les estimacions dels impostos anuals perduts als paradisos corporatius oscil·len entre 100 i 250 milions de dòlars. Per augmentar la respectabilitat i l'accés als tractats fiscals, alguns paradisos com Singapur i Irlanda requereixen que les empreses tinguin una “presència substancial”, equivalent a un “impost d'ocupació”, d'aproximadament del 2-3% dels beneficis protegits a través del refugi (si aquesta "presència" és real, en llocs de treball, etc. es redueix l'impost).
A les llistes dels paradisos corporatius de les "connexions Orbis" de CORPNET, indiquen els Països Baixos, EUA, Suïssa, Irlanda i Singapur com a paradisos fiscals corporatius més importants del món. En el "quantum de fons" de Zucman Irlanda ocupa el paradís fiscal més gran a nivell mundial. A les proves de proxy, Irlanda és el principal destinatari de les inversions fiscals dels Estats Units (el mateix EUA és el tercer, els Països Baixos és el cinquè). La eina doble BEPS irlandès té l'obtenció de la quantitat més gran d'efectius corporatius no gravats de la història. Luxemburg i Hong Kong i la "tríada" del Carib (Illes Verges Britàniques-Illes Caiman-Illes Bermudes) tenen elements de paradisos fiscals corporatius, però també de paradisos fiscals tradicionals.
A diferència dels paradisos fiscals tradicionals, els paradisos fiscals corporatius moderns rebutgen tenir res a veure amb taxes impositives efectives gairebé nul·les, per la necessitat d'incentivar les jurisdiccions a contractar tractats bilaterals que acceptin les eines BEPS del refugi. CORPNET mostra que cada paradís fiscal corporatiu està fortament relacionat amb paradisos fiscals tradicionals específics (a través d'una eina addicional "BEPS" posterior, com el "doble irlandès", el "sandvitx holandès" i el "malta únic"). Els paradisos fiscals corporatius es promouen com a "economies del coneixement" i la propietat intel·lectual com a actiu de la "nova economia", més que ser una eina de gestió d'impostos (BEPS) com a activitat principal. Aquesta respectabilitat percebuda anima les empreses a utilitzar paradisos com a seus regionals (per exemple, Google, Apple i Facebook utilitzen Irlanda, els països de l'EMEA utilitzen Luxemburg i Singapur; els de l'APAC utilitzen Hong Kong/Taiwan; cap utilitza la "tríada" del Carib com a seu.
Els paradisos corporatius més petits compleixen la definició del FMI d'un centre financer fora de mar, ja que els fluxos de comptabilitat no gravats de les eines BEPS distorsionen artificialment les estadístiques econòmiques del refugi (per exemple, l'economia del leprechaun d'Irlanda en el PIB, la proporció del 70% a Luxemburg del RNB/PIB, la majoria dels deu principals paradisos fiscals es troben a la llista de dels primers 15 refugis fiscals per PIB per capita). La distorsió pot provocar un excés de palanquejament en l'economia del paradís (i bombolles immobiliàries), fent-los propensos a cicles de crèdit severs.